# Mangora argenteostriata
Mangora argenteostriata är en spindelart som beskrevs av Simon 1897. Mangora argenteostriata ingår i släktet Mangora och familjen hjulspindlar. Inga underarter finns listade i Catalogue of Life.